# Cerknica
Cerknica (italsky Circonio, německy Zirknitz) je město, ležící v Přímořsko-vnitrokraňském regionu (slovinsky Primorsko-notranjska statistična regija) ve středním Slovinsku. Je správním centrem občiny Cerknica.

## Zajímavosti

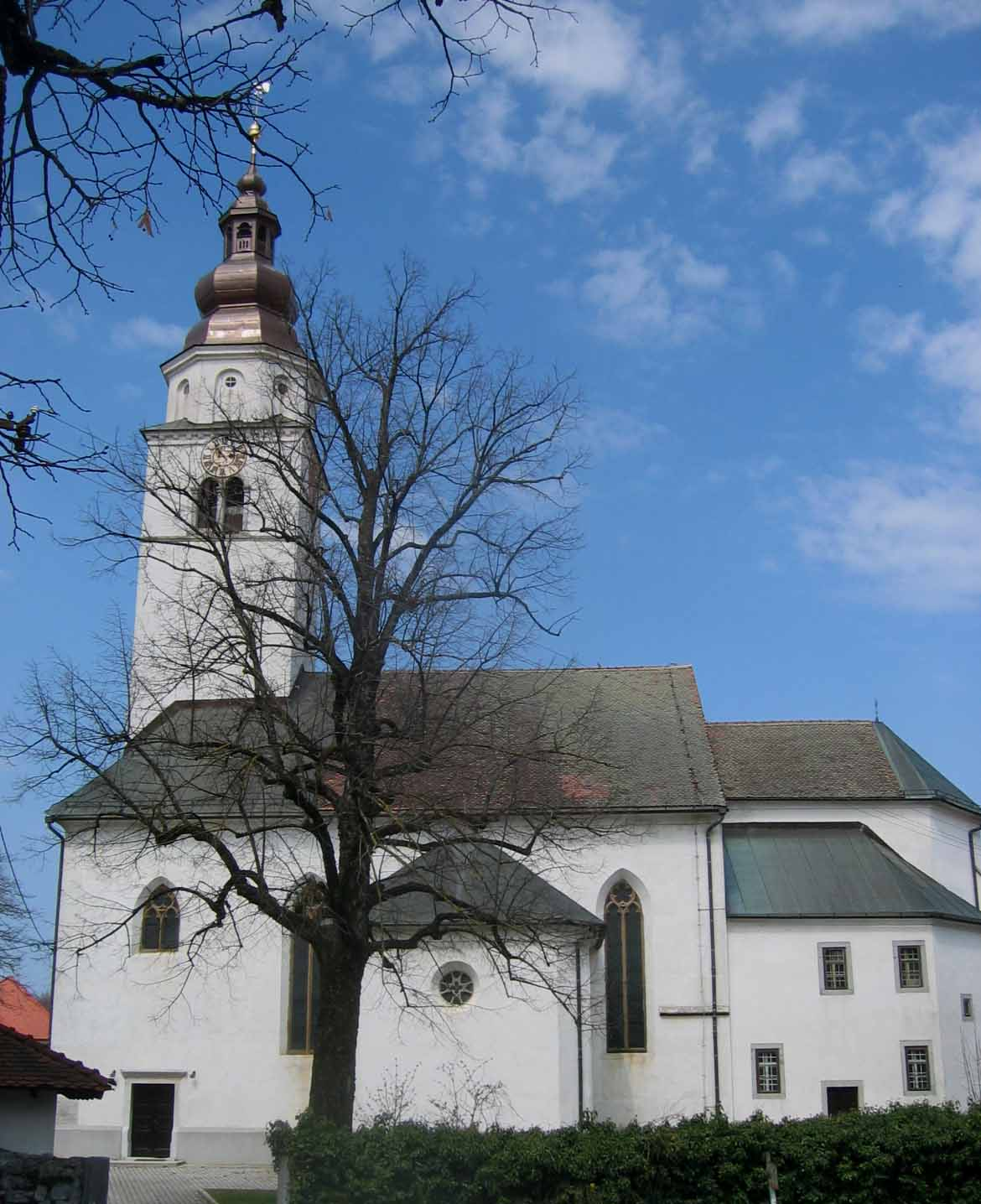
Kostel Narození Panny Marie

V Cerknici jsou tři kostely. Farní kostel je zasvěcen Narození Panny Marie. Stojí na vrcholku kopce v centru Cerknice na místě staré pevnosti postavené proti nájezdom Osmanských Turků Je to pozdně gotický trojlodní halový kostel postavený v letech 1480–1520 na místě staršího kostela, který shořel při osmanském útoku v roce 1472. V blízkosti kostela stojí barokní kaple z 18. století, vnitřní vybavení kostela pochází z 19. století.
Filiální kostel sv. Jana Křtitele je hřbitovní kostel stojící na jih od hlavního osídlení města. Kaple je v těchto místech zmiňována už v roce 1581, současný kostel byl postaven v roce 1642. Má obdélnou loď, polygonální presbytář a zvonici.
Kostel sv. Rocha stojí v severní části Cerknice. Byl postaven v letech 1630–1644 na místě morové kaple z roku 1578. Oltářní obraz sv. Rocha je práce Antona Cebela z roku 1763. Má obdélnou loď, polygonální presbytář a zvonici.
V blízkosti města se nachází Cerknické jezero, které je zajímavým přírodním úkazem. Vzhledem k jeho napojení na krasový systém podzemních vodních toků a jezer jeho hladina značně kolísá v závislosti na ročním období a počasí. V případě plného naplnění je s rozlohou až 40 km² největším jezerem ve Slovinsku, za suchého počasí však někdy úplně vysychá.